# 物候學
物候學（英語：phenology，羅馬化：phainomai，意為顯示、見現）為研究氣候與生態事件（特指生物的某現象）互相時間關係之學問。物候既可指生物的周期性现象（如植物的发芽、开花、结实，候鸟的迁徙，某些动物的冬眠等）与季节气候的关系。也指自然界的非生物变化（如初霜、解冻等）与季节气候的关系。這門科學主要關心生物事件之變化在年循環裡出現的日期。例如：《夏小正》裡提及的「正月啟蟄，雁北鄉」、「七月秀雚葦，狸子造肆」等。在生態學科學文獻裡，這個辭也普遍應用在其他較短時段的生物現象，例如季節性的物候：某物種開始發生於4四月，於9月死亡（消失）。
由於生物生長的現象常常受到溫度的影響，且敏感，因此溫度造成物候變化成為一個觀察歷史氣候記錄的重要指標，尤其是氣候變遷及全球暖化的研究議題。例如：歐洲已藉由過去500年來的葡萄產量，建立一垂直溫度紀錄。
在無法利用精確儀器實際量測全球暖化的現象時，物候學的研究提供了一個精準的記錄。

## 古代的記錄
物候的利用在大约四千年前中国黃河流域的夏朝已經發展出來，並被整理成夏小正經文，以环境改变出現时期對應由地球繞日的10個月份的年曆構成物候的基礎。之後秦國、漢國持續延用夏小正的样式發展出一年12個月份的物候，也就是漢人社會習慣常用的農曆。
早自農業時代起，物候事件的觀察便已指出自然曆的各種進程。許多古文明裡各式的諺語俚語都會指示做某事的時間。例如禮記月令: 「仲春行秋令，則其國大水，寒氣總至，寇戎來征。行冬令，則陽氣不勝，麥乃不熟，民多相掠。行夏令，則國乃大旱，暖氣早來，蟲螟為害。」
相對來說，從上述的例子，以今日的標準來看此類的觀察有時並不那麼精準，但它提供了前人觀察記錄與其他的各種可能性，並可利用於未來的驗証。相關的諺語請參閱二十四節氣。

## 現代的記錄

### 馬山家的記錄（1950年以前）
較現代的物候記錄肇基於1736年的羅伯 馬山（Robert Marsham）。
羅伯 馬山是一個富有的地主，從 1736年開始，他便開始有系統地記錄了其位於Stratton Strawless (英格蘭東部的诺福克郡內) 所謂 “春天的標誌”。他採取的形式是記錄事件第一次出現的日期，如開花，花蕾綻放，昆虫的出現或飛行。同一家人，經過空前的一段長時間，記錄了相同的事件所留下記錄，最終是在1958年由於瑪麗 馬山的死亡而作結。這樣的觀察與記錄能反應出相關的長期氣候。這些數據顯示的日期具有相當大的變化，但大致符合其氣候是為暖冬或者寒冬。在1850年和1950年之間的一個長期氣候暖化的趨勢亦被記錄了下來，同時，馬山所記錄的橡木展新葉的日期趨於較早。

### 1950年以後
由尚康伯斯（Jean Combes）在塞里（Surrey）所收集到的資料顯示：記錄中橡木發葉的越來越早，反應出1960年以後的氣候變暖的速度正加快中。過去 250年來，橡木葉片的第一次萌發，似乎已經提前了8天左右，相當於氣候在同一時期裡暖化了1.5 ° C。
直到19世紀末，動植物的出現及發生之記錄成為英國全國性的消遣活動。在1891年和1948年間，一個由英國皇家氣象學會（RMS）所組織的物候記錄之計劃闊及整個英倫三島。高達 600個觀察員提交了平均有數百筆的各個不同年份的資料。
在此期間，有11個主要植物物候持續記錄了58年（1891至1948年）；另外在1929年至1948年間，有14筆為期20年的物候記錄。
每年RMS季刊都刊登經整理資料（由上述的民眾/觀察員所記錄），名為《物候報告》（The Phenological Reports）。這58年之間的資料由傑弗瑞總整理 (Jeffree, 1960) 。針對夏季開花植物而言，早了21天；而春季開花的植物則晚了34天。總共25個種類極受溫度的影響，顯示：物候的事件之提早顯然與氣候暖化有關。

## 機載感測器
通常情况下，植被指數的構成是由衰減的反射太陽光能源（為1％至30％的入射光線）經由紅光（Red）和近紅光（NIR）的減加比例來擴增，謂之常態化差值植生指標（NDVI）公式： 
{\displaystyle \mathrm {NDVI} ={\mathrm {NIR} -\mathrm {Red}  \over \mathrm {NIR} +\mathrm {Red} }}

## 外部連結
- Project Budburst （页面存档备份，存于） Citizen Science for Plant Phenology in the USA
- USA National Phenology Network （页面存档备份，存于） Citizen science and research network observations on phenology in the USA
- AMC's Mountain Watch （页面存档备份，存于） Citizen science and phenology monitoring in the Appalachian mountains
- UK Nature's Calendar UK Phenology network.
- Nature's Calendar Ireland （页面存档备份，存于） Spring Watch & Autumn Watch.
- Naturewatch: A Canadian Phenology project.
- Spring Alive Project （页面存档备份，存于） Phenological survey on birds for children.
- Moj Popek Citizen Science for Plant Phenology in Slovenia.
- Observatoire des Saisons （页面存档备份，存于） French Phenology network.